# 盧布林地區托馬舒夫縣

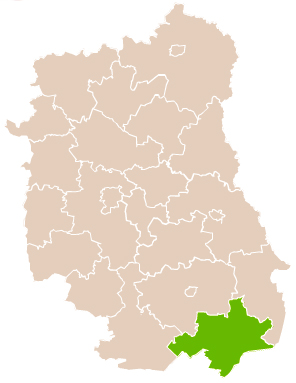

50°27′N 23°25′E / 50.450°N 23.417°E
盧布林地區托馬舒夫縣（波蘭語：Powiat tomaszowski），是波蘭的縣份，位於該國東部，由盧布林省負責管轄，首府設於盧布林地區托馬舒夫，面積1,487平方公里，2006年人口88,343，人口密度每平方公里59人。